# Aussichtsturm Bachtel
Der Bachtelturm ist ein 75 Meter hoher Aussichtsturm auf dem Gipfel des Bachtels (1115 m ü. M.) auf Gebiet der Gemeinde Hinwil in der Schweiz. Der neue Bachtelturm wurde 1986 als Sendeturm der ehemaligen PTT errichtet.
Die Grenze zur Gemeinde Wald verläuft an dieser Stelle knapp 100 Meter östlich und 25 Meter unterhalb des Turms.

## Geschichte

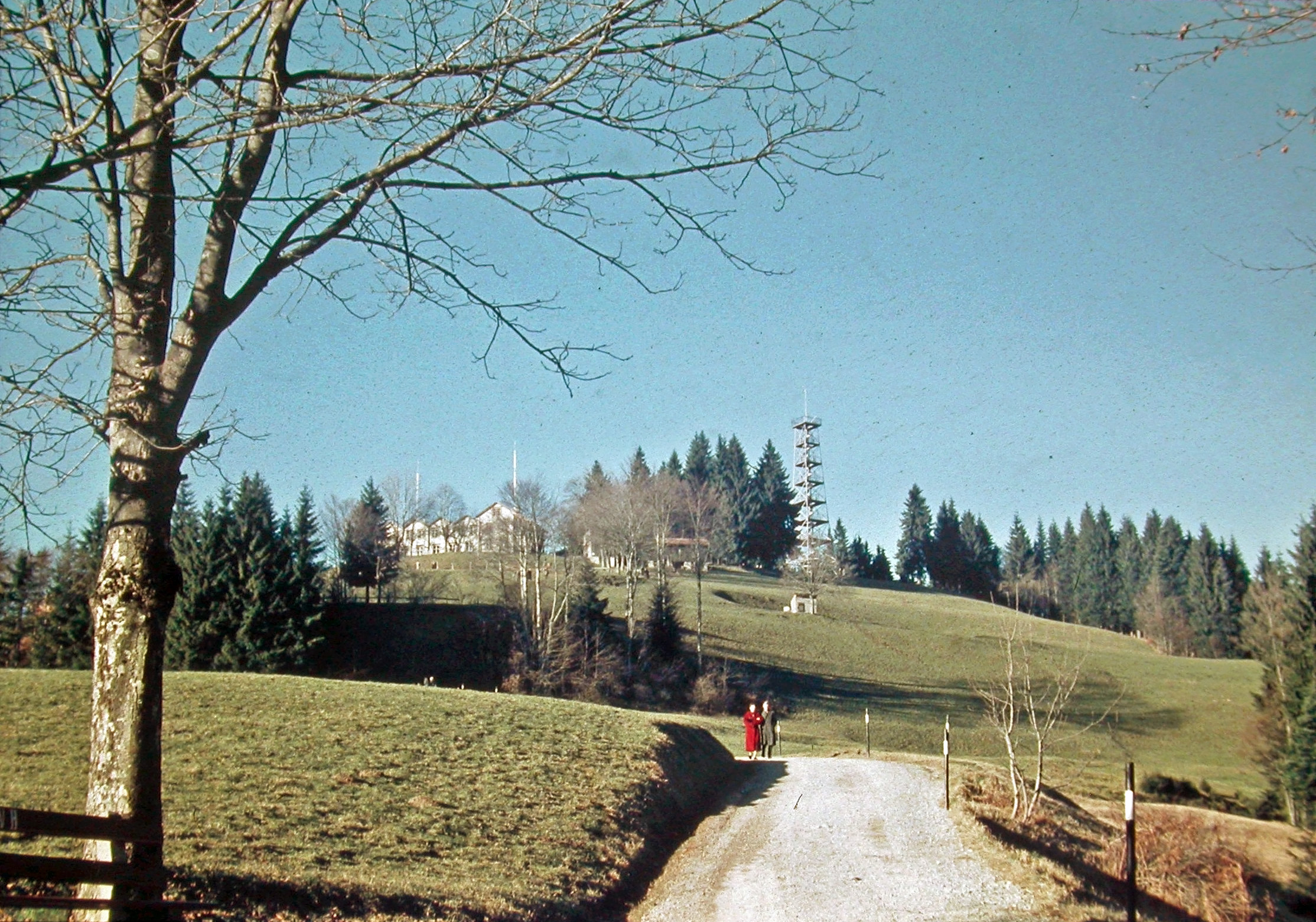
Alter Bachtelturm von 1893 im Jahr 1957

In der Zeit des aufkommenden Alpentourismus Mitte des 19. Jahrhunderts wurden auf vielen Berggipfeln Restaurants gebaut. Auf dem Bachtel wurde 1854 der dahin anstehende Wald gerodet und eine Trinkhütte gezimmert. Der erste Turm, der 1873 auf dem Bachtel errichtet wurde, bestand aus Holz. Er wurde bereits 1890 durch einen Sturm zerstört.
Drei Jahre später baute man nach einer Geldsammlung durch den Schweizerischen Alpen-Club einen neuen Stahlturm auf. Bis ins Jahr 1985 stand dieser Turm auf dem Gipfel des Bachtels, bis er schliesslich demontiert, renoviert und sieben Jahre später auf dem Pfannenstiel wieder aufgebaut wurde. Er ist dort auch unter dem Namen Alter Bachtelturm bekannt.
Der Schriftsteller Emil Zopfi, auf der Ostseite des Bachtels in Gibswil aufgewachsen, schrieb einen Text mit dem Namen Der Klang des alten Turmes, in dem er den Turm mit dem zehnmal höheren Eiffelturm vergleicht.
Auf der Plattform gibt es seit 2017 eine 360° Webcam die von der Österreichischen Firma WMS WebMediaSolutions GmbH betrieben wird.

## Aufstieg und Aussicht
Die Aussichtsplattform auf dem Turm in 30 m Höhe erreicht man über 166 Treppenstufen und vier Zwischenpodeste. Sie ist mit einem „Alpenzeiger“ ausgestattet, der über einer Landschaftsskizze die Namen der vom Bachtel aus sichtbaren Berge anzeigt. Die Tafel wurde vom Wernetshauser Paul Thalmann hergestellt.

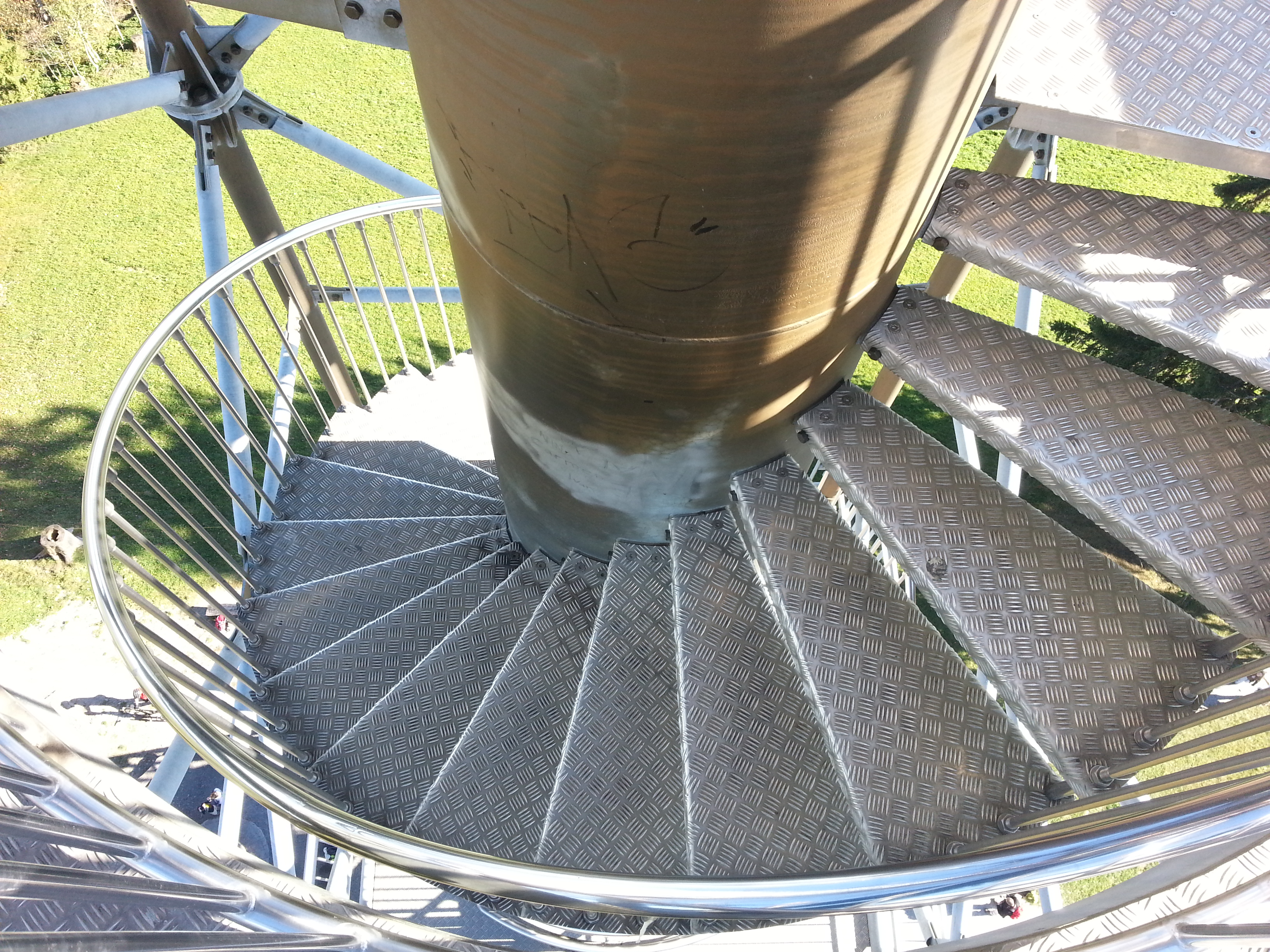
Treppen
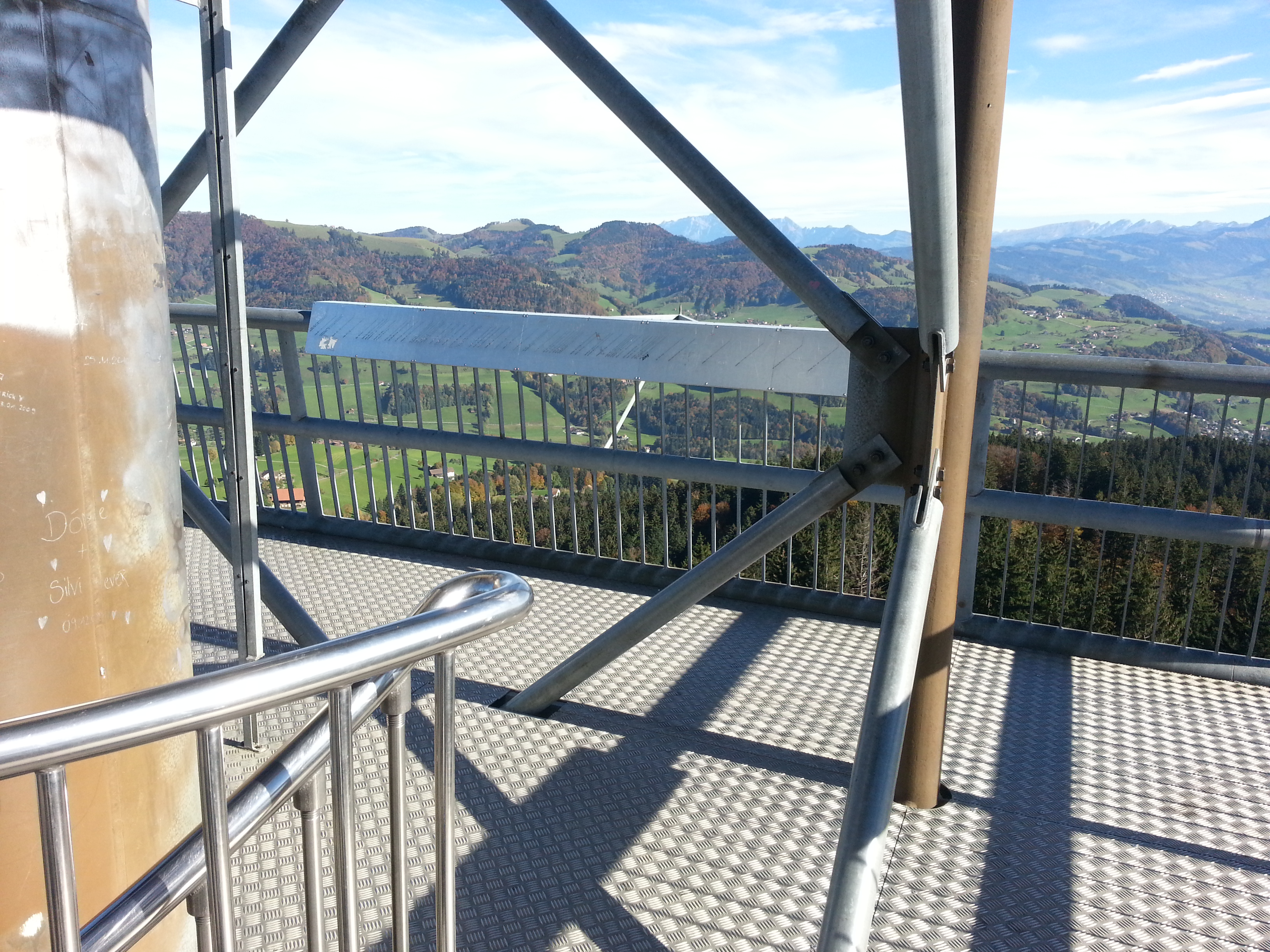
Aussichtsplattform gegen Osten

Der Turm gewährt einen 360-Grad-Rundumblick. In der Umgebung sind der Zürichsee, der Greifensee, der Pfäffikersee sowie der Lützelsee zu sehen. Und im Hintergrund bilden diverse Gipfel des Tösstals, der Glarner- und der Innerschweizer Alpen das Panorama am Horizont.

## Anreise und Infrastruktur
Von Hinwil oder Wald führen gut ausgebaute Strassen bis zum Aussichtsturm. Allerdings darf die Strecke zwischen Orn und dem Aussichtsturm mit Fahrzeugen an Sonn- und allgemeinen Feiertagen nicht befahren werden.
Beim Turm befinden sich ein Restaurant und ein Spielplatz mit diversen Sitzmöglichkeiten.